# Georg-Wilhelm Basse
Georg-Wilhelm Basse (27 de Agosto de 1917 - † 30 de Janeiro de 1944) foi um comandante de U-Boot que serviu na Kriegsmarine durante a Segunda Guerra Mundial.